# Бабье (озеро, Воронежская область)
Ба́бье — озеро в Аннинском районе Воронежской области России. Расположено на окраине села Бабинка, недалеко от слияния рек Елань и Токай. С 1998 года озеро входит в число памятников природы Воронежской области.
Озеро практически идеальной округлой формы. Строение берега свидетельствует о формировании озера в кратере не вулканического происхождения, возможно от падения метеорита.
В послевоенные годы были найдены залежи никеля на прилегающей к озеру территории и в граничащем Новохоперском районе. На данный момент существует движение о запрете разработки на данных территориях.